# Artisanat d'art
Pour les métiers de l'artisanat d'art, voir liste des métiers de l'artisanat d'art en France.
Vous pouvez aider à l'améliorer ou bien discuter des problèmes sur sa page de discussion.
- Il adopte un point de vue régional ou culturel particulier et nécessite une internationalisation. (Marqué depuis octobre 2012)

L’artisanat d'art est un groupe professionnel.
En France, il est reconnu par la chambre de Métiers et de l’Artisanat.

## Histoire

### Origine
Au début des années 1950, une association de potiers-céramistes-sculpteurs avait créé, autour de Jacques Blin, le Syndicat des céramistes et ateliers d'Art de France.
Le mouvement de l'artisanat d'art français, à la fin du XXe siècle, est un mouvement culturel et social, plus qu'un mouvement artistique comme l'Art nouveau français ou l'Arts & Crafts anglais de la seconde moitié du XIXe siècle. Pierre Rossel qualifie ce mouvement de néo-artisanat.
Dès 1970, de jeunes contestataires pacifistes prônent un retour à la terre et un système de vie qui exclut le grand commerce et la consommation aveugle. Ces néo-ruraux travaillent à créer des objets de la vie courante ou de décoration, esthétiques et utilisant les matières que leur offre la nature, le bois, la terre, la soie, le lin, la laine.
Ce mouvement, dont l'apogée dura une vingtaine d'années n'est pas à négliger d'un point de vue social. Comme l'Arts and Crafts, en réaction à la laideur des productions industrielles d'objets, l'artisanat d'art post-68 a généré une production artistique exceptionnelle, appliquée à tous les domaines de la décoration et de l'objet.
Il a été l'un des facteurs essentiels de la prise de conscience de l'écologie actuelle et de la remise en cause des systèmes de production et de consommation. Il a considérablement freiné le « tout industriel et technologique » de la vie courante alors accepté dans les années 1960.

### Années 1990: polémiques
Au début des années 1990, les artisans traditionnels, ébénistes, verriers et les petites entreprises d'artisanat, plombiers, boulangers, couvreurs, sont agacés par ces néo-artisans,.

## Principales disciplines de l'artisanat d'art
L’Institut pour les savoir-faire français  recense 281 métiers, répertoriés dans seize domaines d’activité.

## Artisanat d'art par pays
L’artisan en métier d’art, selon les termes du décret n° 2017-861 du 9 mai 2017 relatif à la qualification artisanale et au répertoire des métiers, relève de la liste officielle de métiers d’art (liste des 217 métiers d’art. Il ne s’agit pas d’un statut juridique à part entière ni d’une activité proprement dite, mais d’une reconnaissance professionnelle.
La chambre de Métiers et de l’Artisanat distingue l’artisan d’art du maître artisan en métiers d’art.